# ヒュブリス

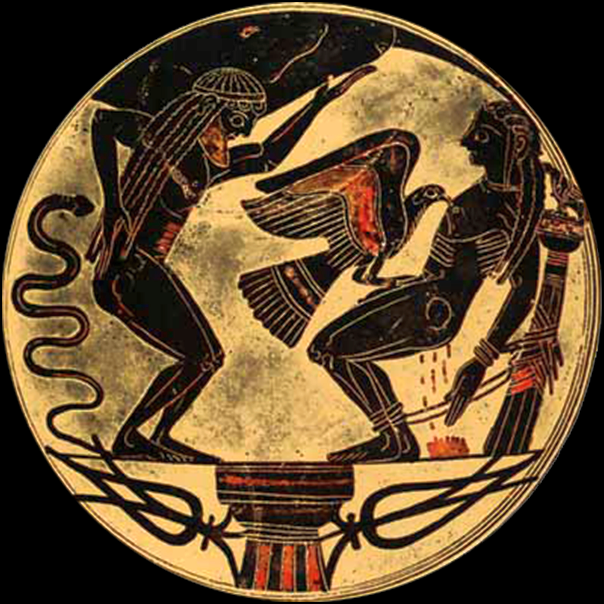
柱に結び付けられた、刑期を務めるプロメテウスを描いた黒像式陶器（紀元前550年）。

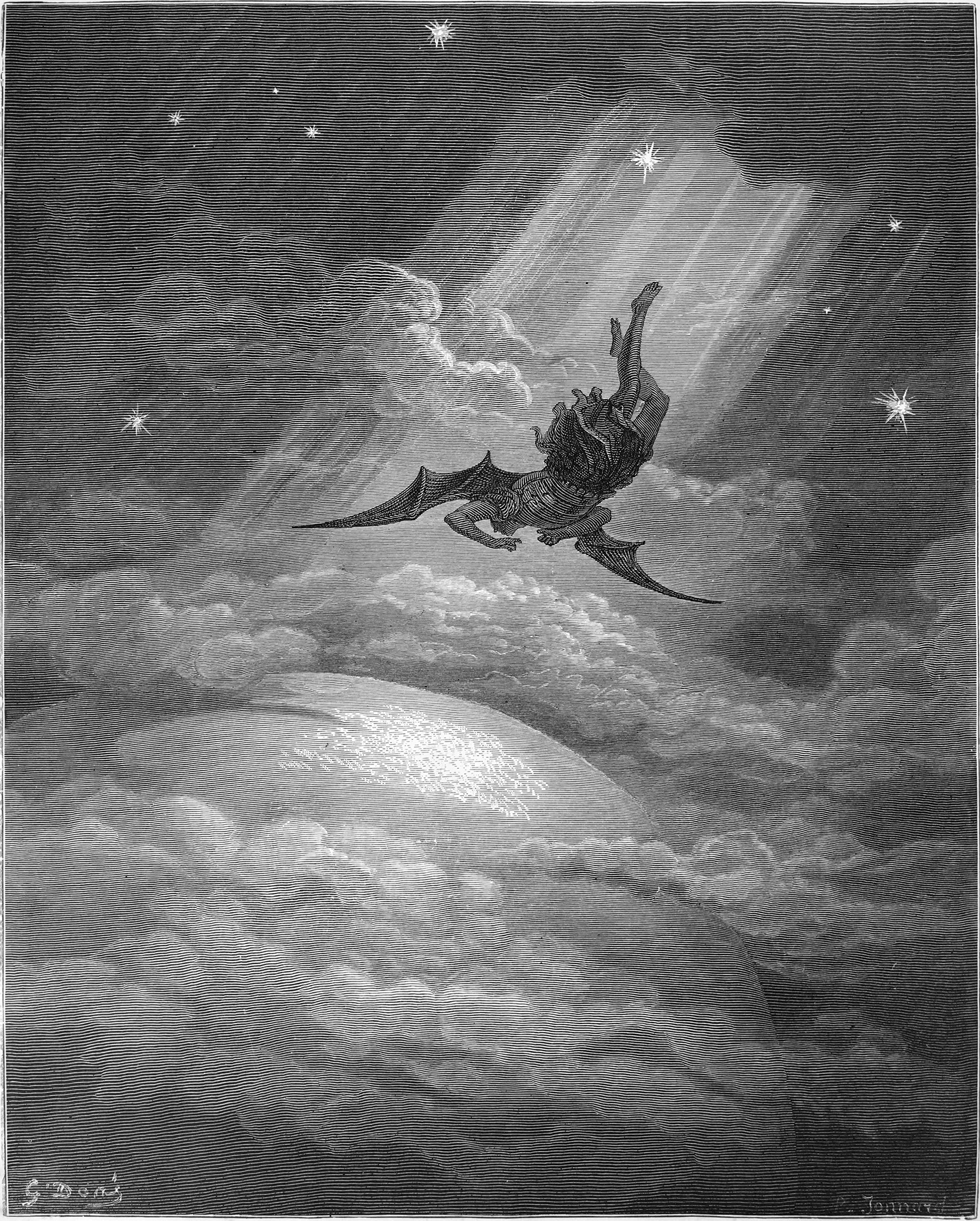
ギュスターヴ・ドレの『失楽園』(1866) に描かれたルシファーの失墜

ヒュブリス（古希: ὕβρις、英語: Hubris, Hybris）とは、神話に由来した言葉であり、神に対する侮辱や無礼な行為などへと導く極度の自尊心や自信を意味する。通常は後で厳しく罰せられる。この神話上の言葉は、非常に受け容れ難く傲慢で侮辱的な行動が、古代神話（例：エディプス）において説明されているような行動の一つを想起させるようなやり方で、道徳的規範と向き合うことを示すためにしばしば用いられる。

## ヒュブリスへの諫め
ヒュブリスというのは、「驕慢」とか「傲慢」とか「野心」というように訳されるギリシャ語の単語である。これもまた神であるとの説もあるが、そのヒュブリスが人間の心にとりつくと、当人に限度を超えた野心を抱かせ、挙句の果ては、当人を破滅に導くと考えられていた。これは、当時のギリシャにおいて人々を広く支配していた観念であり、同時代のギリシャ悲劇にもこの考え方を見て取ることができるが、それがヘロドトスの歴史書にも貫かれている。それが最もドラマティックに示された箇所が、ペルシャ王によるギリシャ遠征決定の瞬間である。
ダレイオスによる遠征失敗の後、ギリシャ遠征の計画はなかったのだが、その子クセルクセスの代になり、周囲から熱心な勧めもあり、王自ら遠征に心動かされるようになる。それに対して、大臣であり、かつ叔父であるアルタバノスは、その遠征が危険であり、無駄であることを説き、何とかこの遠征を思いとどまらせようとする。その時の彼の言葉が次のようなである。
まさに、ヒュブリスへの諫めである。権勢の頂点にいたクセルクセスは、一旦はこの忠告に不快を示すのであるが、しかし、よくよく考えてみるとこのアルタバノスの忠告が正しいと思うようになり、遠征中止を決意する。しかし、不思議なことに、その夜の夢のなかに眉目秀麗な神のような男が現れ、「なぜギリシャ遠征をしないのか」とクセルクセスを責めたというのである。しかも、次の夜もその男は現れ、「遠征を行わないならお前は没落するぞ」と責め立てたという。そればかりでなく、その話を疑うアルタバノスですら、王に言われて、王の寝台で王の衣装をつけて寝ていると同じ夢を見たというのである。そこで、ついにギリシャ遠征が決定されてしまう。
これ自体不思議な話である。しかも、一旦はヒュブリスへの諫めを聞き入れながら、それを翻してしまうようにし向けられてしまったというのであるから、ますます分からない話である。すでに巨大すぎる権勢を持ったクセルクセスがギリシャ遠征に駆り立てられて、それに失敗するように運命づけられていたということが、ヒュブリスへの諫めになっているのかもしれない。いずれにせよ、この『ヒストリア』という膨大な情報を盛った著作のクライマックスのところに、ヒュブリスへの諫めという思想主題が登場してくるということは特徴的なことである。